# La Meute
La Meute (fr, "A Matilha") é um movimento de nacionalista québeco grupo de pressão e movimento identitário que combate a imigração ilegal e o islã radical. O grupo foi fundado em setembro de 2015 em Québec por dois ex-membros das Forças Armadas do Canadá, Éric Venne e Patrick Beaudry. Nenhum deles continua membro do grupo. Em 2018, o objetivo da La Meute era impedir que o Partido Liberal do Québec vencesse as Eleição geral de Québec em 2018 (que o partido liberal acabou não vencendo). A La Meute não planeja se tornar um partido político, mas sim "tornar-se grande e organizada o bastante para constituir uma força que não possa ser ignorada".
A maioria dos observadores políticos identifica a La Meute como de extrema-direita. O grupo rejeita essa classificação. Em abril de 2018, o grupo tinha mais de 41.000 membros em seu grupo privado no Facebook, embora alguns jornalistas acreditem que haja apenas de 4.000 a 5.000 membros, com base em relatos de ex-membros sobre inflação nos números.
Em 2019, a La Meute apoiou o novo governo da Coalizão Avenir Québec (CAQ) e o projeto de lei 21, que proíbe servidores públicos em cargos de 'autoridade', como juízes, promotores, policiais, professores e administradores escolares, de usar símbolos religiosos no trabalho. O líder da CAQ procurou se distanciar do grupo.

## Posicionamento político
Policiais, especialistas, e a maioria dos jornalistas identifica a La Meute como de extrema-direita. O grupo é considerado islamofóbico, supremacista, ultranacionalista, ou mesmo populista por alguns.
Segundo Maxime Fiset, a La Meute está "no limite do espectro do que se considera extrema-direita" e, segundo David Morin, corresponde a uma "franja identitária nacionalista-populista de extrema-direita". Morin hesita entre os termos "identitário de extrema-direita" e "populismo de direita", e observa que há "vasos comunicantes" entre grupos mais radicais, como Atalante e, por vezes, a Storm Alliance.
O grupo é frequentemente diferenciado de grupos racistas, supremacistas, neonazistas e neofascistas por observadores, especialistas, e jornalistas. A polícia de Québec não considera a La Meute uma ameaça. Há debate sobre se "extrema-direita" é o termo mais adequado para descrever a La Meute. Alguns acreditam que chamar o grupo de extrema-direita "é um pouco tolo", declarando que "é difícil encontrar algo para condenar neste grupo". Por fim, alguns jornalistas contrapõem a imagem pública da La Meute ao seu grupo privado no Facebook.
A La Meute rejeita o rótulo de "extrema-direita" e é conhecida por excluir regularmente comentários abertamente racistas, ou incitadores de violência. Alguns jornalistas duvidam dessa prática, argumentando que o grupo no Facebook apresenta "numerosas referências a Muhammad como pedófilo ou estuprador" e que pode ser invalidado "simplesmente digitando 'porco' na barra de pesquisa". A La Meute é conhecida por expulsar membros que demonstrem racismo explícito. O porta-voz da La Meute, Sylvain Brouillette, identifica o grupo como centro-esquerda.
Durante as eleições gerais de Québec em 2018, Brouillette afirmou que a La Meute é diretamente inspirada pelo programa eleitoral de 2014 da Coalizão Avenir Québec (um partido de centro-direita), mas o líder do partido, François Legault, tentou se distanciar dessa associação.